# 越中國分站
越中國分站（日语：／ Etchū-Kokubu eki */?）是隸屬於西日本旅客鐵道（JR西日本）的鐵路車站，座落於富山縣高岡市，是冰見線內最遲出現的車站，亦是唯一自開站至今都是無人化的車站。下行列車由此站起便駛進雨晴海岸旳海岸線，這部份一直以來都是冰見線的賣點。另外，車站也鄰近富山縣立伏木高等學校，亦吸引部份通學乘客使用。
由於在香川縣和鹿兒島縣均已有原國鐵車站採用「國分」作為鐵路車站名稱，所以本站設立時加上了令制國時代的名稱「越中」為前綴。

## 車站結構

### 站房
採用簡易車站規格，沒有站房，只在月台上建有1座木建候車小屋作替代，出入口位於月台末端近伏木站方向，並只提供梯級上落，近出入口旁設有1個簡易式洗手間及有蓋單車停泊區。而作為冰見線唯一的簡易式車站，本站並未如城端線上的簡易車站般，進行候車站房更換工程。直至2020年4月初為止，原有的木建小屋仍然保留於月台上。
從月台北端盡頭已可遠眺日本海（富山灣）、雨晴海岸邊沿及男岩。

### 月台配置
露天側式月台1個，有效長度為5輛。除候車小屋外，並沒有其他配套設施。列車靠站時，往高岡方向為右側上落，往冰見方向為左側上落。與東野尻站相同，每年春天，都會有當地自治組織的義工以花卉盆栽為月台上及其斜面作佈置。
| 路線    | 方向 | 目的地   | 備註 |
| ------- | ---- | -------- | ---- |
| ■冰見線 | 上行 | 高岡方向 |      |
| ■冰見線 | 下行 | 冰見方向 |      |

## 歷史
- 1953年7月1日：日本國有鐵道伏木站～雨晴站間新設本站，開業[2]，只辦理旅客業務。
- 1965年2月：月台加長[3]。
- 1987年4月1日：日本國鐵分割民營化，車站的營運由JR西日本繼承。

## 利用人數
| 推算乘車人員 | 推算乘車人員 | 推算乘車人員 |
| 年度         | 1日平均人數  |              |
| ------------ | ------------ | ------------ |
| 1995年       | 530          |              |
| 1996年       | 554          |              |
| 1997年       | 514          |              |
| 1998年       | 490          |              |
| 1999年       | 463          |              |
| 2000年       | 449          |              |
| 2001年       | 420          |              |
| 2002年       | 356          |              |
| 2003年       | 348          |              |
| 2004年       | 345          |              |
| 2005年       | 314          |              |
| 2006年       | 289          |              |
| 2007年       | 272          |              |
| 2008年       | 268          |              |
| 2009年       | 249          |              |
| 2010年       | 246          |              |
| 2011年       | 248          |              |
| 2012年       | 249          |              |
| 2013年       | 273          |              |
| 2014年       | 259          |              |
| 2015年       | 280          |              |
| 2016年       | 272          |              |
| 2017年       | 263          |              |
| 2018年       | 274          |              |

## 相鄰車站
西日本旅客鐵道
■冰見線
■觀光列車「瑰麗山海號」
通過
■普通
伏木 － 越中國分 － 雨晴

## 外部連結
- JR西日本越中國分站公式網頁。 （页面存档备份，存于）（日語）